# Maeari
Maeari est une marque de piano sud-coréenne appartenant au groupe Hyundai.